# Nevermore (álbum)
Nevermore es el álbum debut homónimo de la banda de Seattle Nevermore. Fue lanzado el 1 de enero de 1995 por Century Media. Éste fue el primer álbum del vocalista Warrel Dane y el bajista Jim Sheppard luego de que dejaran la banda Sanctuary. Estos reclutaron al batería Van Williams y Jeff Loomis, guitarrista que había participado en algunas giras de Sanctuary, formando así la banda Nevermore.

## Listado de canciones
Todas las letras escritas por Warrel Dane, toda la música compuesta por Jeff Loomis. 
| N.º   | Título                 | Duración |  |
| 1.    | «What Tomorrow Knows»  | 5:11     |  |
| 2.    | «C.B.F.»               | 6:02     |  |
| 3.    | «The Sanity Assasin»   | 6:21     |  |
| 4.    | «Garden of Gray»       | 4:48     |  |
| 5.    | «Sea of Possibilities» | 4:18     |  |
| 6.    | «The Hurting Words»    | 6:17     |  |
| 7.    | «Timothy Leary»        | 5:12     |  |
| 8.    | «Godmoney»             | 4:43     |  |
| 42:55 |                        |          |  |

## Integrantes
- Warrel Dane - voz
- Jeff Loomis - guitarra
- Jim Sheppard - bajo
- Van Williams - batería